# Semaeopus sigillata
Semaeopus sigillata là một loài bướm đêm trong họ Geometridae.